# 帕卡河
46°19′N 15°02′E / 46.317°N 15.033°E

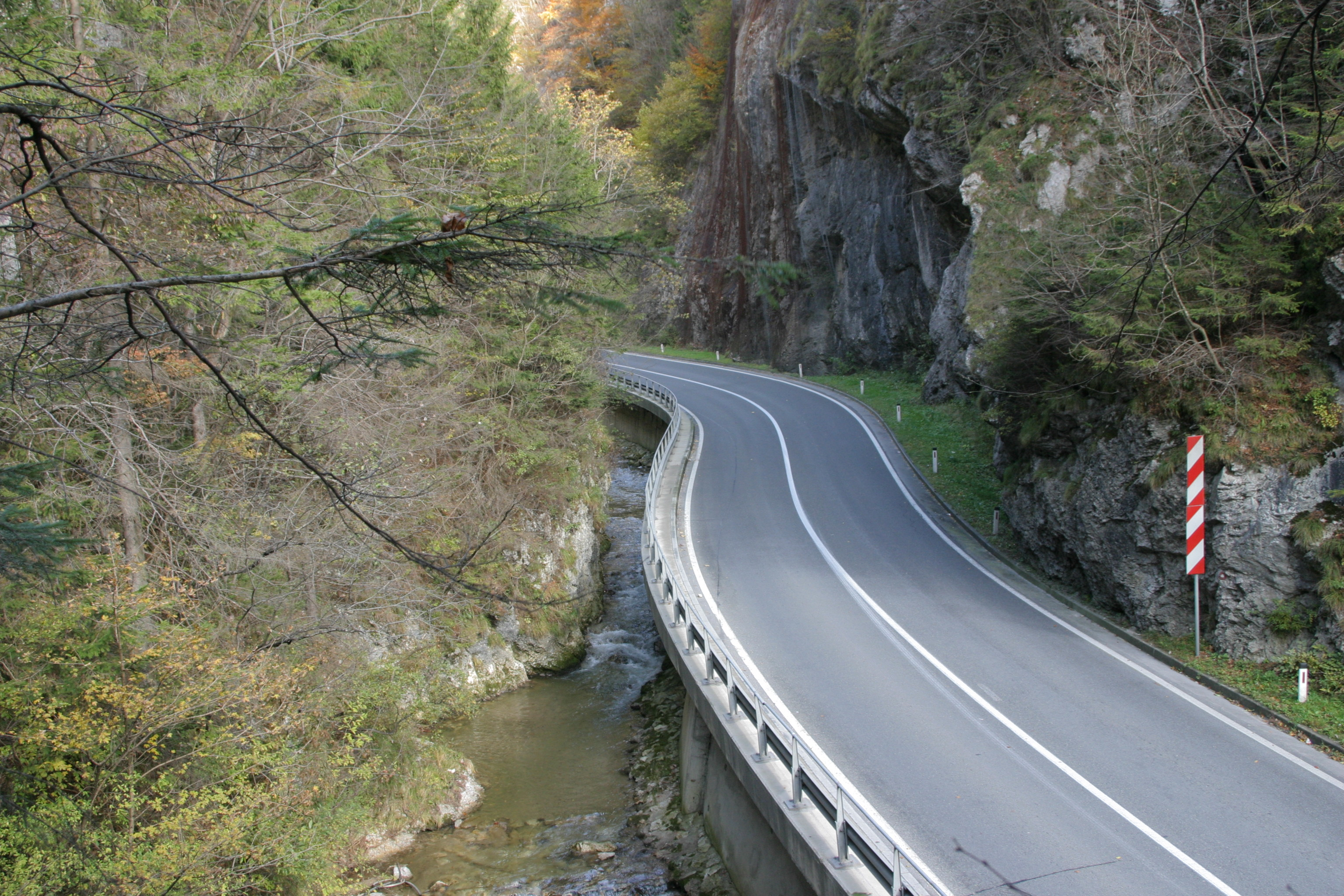

帕卡河，是斯洛文尼亞的河流，位於該國東北部，屬於薩維尼亞河的左支流，河道全長40公里，流域面積210平方公里，河畔城鎮有韋萊涅。